# Lipskya
Lipskya es un género monotípico de plantas pertenecientes a la familia  Apiaceae: Su única especie es: Lipskya insignis (Thunb.) Raf..

## Taxonomía
Lipskya insignis fue descrita por Sergéi Nevski.
Etimologí
Lipskya: nombre genérico otorgado en honor del botánico Vladímir Ippolítovich Lipski.
insignis: epíteto latino que significa "notable".
Sinonimia
- Schrenkia insignis Lipsky